# Annicco
Annicco là một đô thị ở tỉnh Cremona, vùng Lombardia của Italia, có vị trí cách khoảng 60 km về phía đông nam của Milan và khoảng 20 km về phía tây bắc của Cremona. Tại thời điểm ngày 31 tháng 12 năm 2004, đô thị này có dân số 1.956 người và diện tích là 19,3 km².
Đô thị Annicco có các frazioni (đơn vị trực thuộc, chủ yếu là các làng) Grontorto and Barzaniga.
Annicco giáp các đô thị: Cappella Cantone, Casalmorano, Grumello Cremonese ed Uniti, Paderno Ponchielli, Sesto ed Uniti, Soresina.